# Deutsche Ostpolitik bis 1945
Deutsche Ostpolitik bis 1945 bezeichnet die Außenpolitik des Deutschen Reiches gegenüber seinen östlichen Nachbarn.
Während des Ersten Weltkriegs war das Ziel des Deutschen Kaiserreichs die Herauslösung Polens, Finnlands und des Baltikums aus dem Russischen Reich (siehe Ober Ost, Regentschaftskönigreich Polen, Königreich Finnland, Vereinigtes Baltisches Herzogtum, Königreich Litauen).

Die Weimarer Republik fokussierte sich auf die Förderung der deutschen Minderheit in Polen und die Revision der deutsch-polnischen Grenze. 

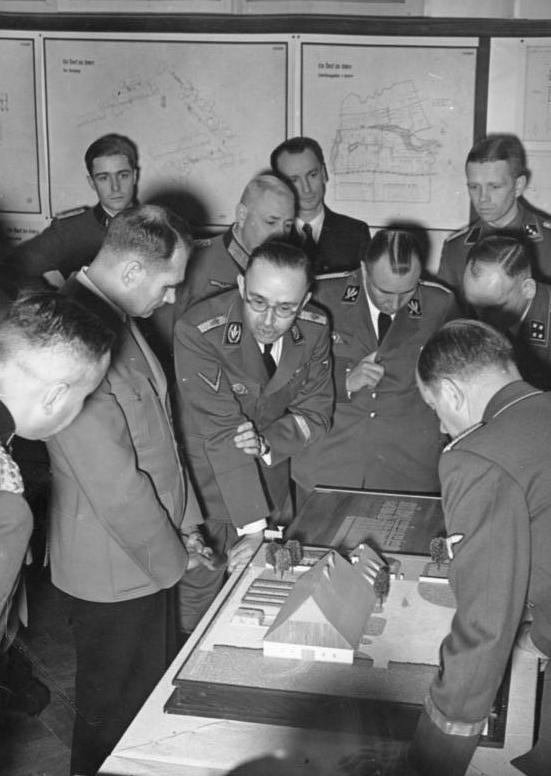
Ausstellung „Planung und Aufbau im Osten“ im Jahre 1941.

Im nationalsozialistischen Deutschland hatte der Begriff „Osten“ keine allgemeingültige Ausformulierung erhalten. Vielmehr wurde der Begriff offen gehalten „für allerlei Assoziationen und Konnotationen und erhielt seine Definition immer erst im konkreten Kontext“. Bezogen wurde der Begriff zumeist auf alle Gebiete des ehemaligen Zarenreichs (ohne das als „nordisch“ bezeichnete Finnland), gelegentlich auch auf die osteuropäischen slawischen Gebiete (ohne Baltikum und Kaukasus), wobei die Begriffe „Russland“ beziehungsweise „Großrussland“ oftmals synonym für diese Gebiete und Völkerschaften benutzt wurde. Insgesamt bestand in der nationalsozialistischen „Ostpolitik“ ein Pluralismus von Konzeptionen. Andreas Zellhuber verwies auf eine von Klaus Hildebrand durchgeführte Studie, in der er insgesamt vier größere außenpolitische Positionen innerhalb der NSDAP beschrieb: 1. das Konzept einer „großen Ostlösung“, das von den „wilhelminischen Imperialisten“ um Franz von Epp, Hjalmar Schacht und Hermann Göring vertreten worden sei; 2. ein weiteres Konzept der „revolutionären Sozialisten“ des „linken“ Parteiflügels um Joseph Goebbels, Gregor Strasser und Otto Strasser (→ Nationaler Sozialismus); 3. dann das Konzept der „radikal-agrarischen Artamanen“ um Heinrich Himmler und Walther Darré sowie 4. das Programm von Adolf Hitler. Hildebrand beschrieb die Rolle des NS-Chefideologen Alfred Rosenberg in diesem Zusammenhang als Hitlers „Ideengeber“. Rosenberg war von Beginn an einer der führenden außenpolitischen Theoretiker der NSDAP. In seinen frühen Schriften popularisierte er das Schlagwort vom „jüdischen Bolschewismus“ und wurde „sehr schnell zu einem, wenn nicht dem Ostexperten der ‚Bewegung‘“. In den 1920er- und 1930er-Jahren hatten die Unterschiede in der Wahrnehmung des Ostens indessen noch kein politisches Gewicht. Das Ziel, das in Verbindung mit Vorstellungen von geometrischer „Unendlichkeit“ eine gemeinsame „Ostpolitik“ konstituierte, blieb bis zum Ausbruch des Zweiten Weltkriegs „utopisch-irrational“.
In ideologischer Hinsicht war die deutsche Ostpolitik in der NS-Zeit allgemein auf völkischen, antisemitischen, antibolschewistischen und rassistischen Denkweisen gegründet. Während des Zweiten Weltkriegs, im Frühjahr 1940, arbeitete das Reichssicherheitshauptamt (RSHA) unter Mitarbeit von Konrad Meyer eine erste Fassung des Generalplan Ost aus, in dem nationalsozialistische Denkweisen konkretisiert wurden. Die späteren Varianten des ersten Entwurfs sahen eine Politik der „Germanisierung“ von Ostmitteleuropa und von Bevölkerungsverschiebungen in West- und Südeuropa vor. Im Zuge des Angriffs auf die Sowjetunion im Juni 1941 wurde in den besetzten Ostgebieten neben einer Militärverwaltung eine „Zivilverwaltung“ eingerichtet, die unter der Schirmherrschaft von Alfred Rosenberg und dem von ihm geleiteten Reichsministerium für die besetzten Ostgebiete (RMfdbO) stand. In enger Kooperation mit dem RMfdbO arbeiteten insbesondere das RSHA, das Reichsjustizministerium, das Reichsministerium des Innern und das Auswärtige Amt. Im April 1942 wurde der bis dahin vom RSHA ausgearbeitete Generalplan Ost von Mitarbeitern des RMfdbO, insbesondere von Erhard Wetzel, kritisch analysiert, wobei das darin formulierte Ziel der Kolonialisierung Ostmitteleuropas auf Wetzels „vorbehaltlose Zustimmung“ stieß. Auf der Grundlage der Rassendoktrin sah der Generalplan Ost vor, den Anteil der städtischen Bevölkerung in den Kolonisationsgebieten erheblich zu reduzieren. Vorrang sollte demgegenüber die landwirtschaftliche Besiedlung haben. Nach der Niederlage in der Schlacht von Stalingrad erlahmte speziell das Interesse von Himmler an einer endgültigen Fassung des Generalplan Ost, dennoch wurden die Arbeiten daran intensiv vorangetrieben. Parallel zum Holocaust sowie der Politik gegen die slawische Bevölkerung in Europa wurden im Rahmen des Generalsiedlungsplans in einigen Gebieten Osteuropas versuchsweise Deutsche angesiedelt; ein Projekt, das aufgrund der Kriegsereignisse und Widerstände in der einheimischen Bevölkerung scheiterte.